# Magnus Jøndal
Magnus Jøndal (Tomter, 7 febbraio 1988) è un ex pallamanista norvegese.